# Пажень (посёлок)
Паже́нь — посёлок Нижневоргольского сельского поселения Елецкого района Липецкой области.

## География
В 4,5 км северо-западнее Пажени находилась деревня Екатерининское, где родилась писательница Марко Вовчок.

## История
Возникла в 1870 году как поселок при станции Пажень на открытой в том же году железнодорожной линии Елец — Орёл. И станция, и поселок получили свои названия по находившейся неподалёку деревне Пажень.

## Население
| 2010 |
| ---- |
| 141  |